# Luoyang
34°40′11″N 112°26′32″Ø / 34.66972°N 112.44222°Ø
Luoyang (洛阳; pinyin: Luòyáng), tidligere også kendt som Loyang, er en kinesisk by på præfekturniveau i provinsen Henan i det centrale Kina. Præfekturet har et areal på 15,208 km2, hvoraf byområdet udgør 4,304 km2; Det har en befolkning på 6.544.000 mennesker , hvoraf 1,5 millioner bor i byområdet (2008).
Ikke langt fra Luoyang ligger Longmengrotterne, som i år 2000 blev opført på UNESCOs liste over verdensarven. Disse grotter blev bygget på det nordlige Wei-dynastis tid, omkring 500 e.Kr.
Floden Yi løber gennem Luoyang.

## Administrative enheder
Administrativt består Luoyang af seks bydistrikter, otte amter og et byamt:
- Bydistriktet Xigong (西工区), 56 km², 340.000 indbyggere, administrationscenter;
- Bydistriktet Laocheng (老城区), 57 km², 130 000 indbyggere;
- Bydistriktet Chanhe for huikinesere (瀍河回族区), 29 km², 170 000 indbyggere;
- Bydistriktet Jianxi (涧西区), 89 km², 450 000 indbyggere;
- Bydistriktet Jili (吉利区), 80 km², 70 000 indbyggere;
- Bydistriktet Luolong (洛龙区), 243 km², 330 000 indbyggere;
- Amtet Mengjin (孟津县), 759 km², 440 000 indbyggere;
- Amtet Xin'an (新安县), 1 160 km², 490 000 indbyggere;
- Amtet Luanchuan (栾川县), 2 478 km², 320 000 indbyggere;
- Amtet Song (嵩县), 3 009 km², 520 000 indbyggere;
- Amtet Ruyang (汝阳县), 1 325 km², 430 000 indbyggere;
- Amtet Yiyang (宜阳县), 1 666 km², 670.000 indbyggere;
- Amtet Luoning (洛宁县), 2 350 km², 450 000 indbyggere;
- Amtet Yichuan (伊川县), 1 243 km², 750 000 indbyggere;
- Byamtet Yanshi (偃师市), 948 km², 830 000 indbyggere.

## Historie
Byen blev grundlagt i det 11. århundrede f. Kr. og hed den gang Chengzhou (成周). Det siges at Konfucius studerede her og at Laozi også virkede her. 
Luoyang blev hovedstad for det østlige Zhou-dynasti i 770 f.Kr.. Den blev ødelagt i 510 under en borgerkrig, men blev genopbygget året efter af kongen.
Sui-dynastiet valgte også Luoyang som hovedstad for sit rige. Byen blev da hurtigt genopbygget efter omfattende ødelæggelser, og fik da en befolkning som efter sigende kom op i én million indbyggere. I 1971 fandt arkæologer et kornlager fra Sui-tiden som var stort nok til at kunne beskytte 250.000 ton afgrøde fra fugt og utøj. Det derpå følgende Tang-dynastiet flyttede hovedstaden til Chang'an, og dermed begyndte Luoyang igen en tilværelse som en normal kinesisk by.

## Trafik

### Jernbane
I Luoyang standser togene på Longhaibanen, Kinas vigtigste jernbanelinje i øst-vestlig-retning, som løber fra Lianyungang til Lanzhou via blandt andet Xuzhou, Kaifeng, Zhengzhou, Weinan og Xi'an.

### Vej
Kinas rigsvej 310 går gennem området. Denne vigtige trafikkåre begynder i Lianyungang i Jiangsu, går vestover og ender i Tianshui i provinsen Gansu. Den går gennem større byer som Xuzhou, Shangqiu, Kaifeng, Zhengzhou, Luoyang og Xi'an.

## Myndigheder
Den lokale leder i Kinas kommunistiske parti er Li Ya. Borgmester er Liu Wankang, pr. 2021.